# Chrysogrammitis glandulosa
Chrysogrammitis glandulosa är en stensöteväxtart som först beskrevs av John Smith, och fick sitt nu gällande namn av Barbara S. Parris. Chrysogrammitis glandulosa ingår i släktet Chrysogrammitis och familjen Polypodiaceae. Inga underarter finns listade.